# Колумбијски бројеви
Колумбијски бројеви (енг. Ѕelf number, Colombian number or Devlali number) су по индијском математичару Капрекару  (Dattaraya Ramchandra Kaprekar, 1905.-1986) цели бројеви који немају свог генератора. Ово својство бројева везано је за базу у којој су записани.

## Број генерисан бројем, генератор
Индијски математичар Капрекар (Dattaraya Ramchandra Kaprekar, 1905.-1986) је 1949. године изучавао бројеве који се могу представити у облику збира неког броја и цифара којима је одређен.
На пример у декадном систему(база је број 10) за број 56 важи: 56+5+6=67. Кажемо да је број 67 генерисан бројем 56 и пишемо Ѕ(56)=56+5+6=67.
Неки бројеви се могу генерисати са више бројева:
  Ѕ(502)=502+5+0+2=509
  Ѕ(493)=493+4+9+3=509
У овом систему (база 10) број 20 је колумбијски број јер не постоји број којим може бити генерисан. Сваки број мањи од 15 када се сабере са својим цифрама даће резулат мањи од 20, а сваки број већи од 15, даће резултат већи од 20. Број 21 није колумбијски јер је
 Ѕ(15)=15+1+5=21
Неколико колумбијских бројева у декадном систему(база 10):
1, 3, 5, 7, 9, 20, 31, 42, 53, 64, 75, 86, 97, 108, 110, 121, 132, 143, 154, 165, 176, 187, 198, 209, 211, 222, 233, 244, 255, 266, 277, 288, 299, 310, 312, 323, 334, 345, 356, 367, 378, 389, 400, 411, 413, 424, 435, 446, 457, 468, 479, 490, ... (низ A003052 у  OEIS)

## Својство
Да ли ће број бити колумбијски зависи од бројевног система помоћу којег је представљен број. У општено говорећи,, за парне базе, сви непарни бројеви који су мањи од основног броја су Колумбијски бројеви, јер би било који број мањи од таквог непарног броја морао бити и једноцифрени број који би, када се дода његовом броју, резултирао парним бројем. За непарне базе, сви непарни бројеви су колумбијски бројеви.
Скуп колумбијски бројева за дату базу q је бесконачан и има позитивну асимптотску густину: када је q непарна износи 1/2.

## Рекурентна формула
Колумбијски бројеви  се могу генерисати следећoм рекурентном релацијом:
 1) У декадном систему(база 10) 
      {\displaystyle C_{k}=8\cdot 10^{k-1}+C_{k-1}+8}
за k=2,3…, где је {\displaystyle C_{1}=9}
2) У бинарном систему(база 2)
 {\displaystyle C_{k}=2^{j}+C_{k-1}+1}
за k=1,2…, где је {\displaystyle C_{1}=1}, a j број цифaрa  у {\displaystyle C_{k-1}}
    Постојање ових рекурентних релација нам показује да  у било ком бројевном систему, колумбијских бројева има бесконачно много.

## Колумбијски прости бројеви
Колумбијски прости бројеви су колумбијски бројеви који су уједно и прости бројеви.
На пример:
3, 5, 7, 31, 53, 97, 211, 233, 277, 367, 389, 457, 479, 547, 569, 613, 659, 727, 839, 883, 929, 1021, 1087, 1109, 1223, 1289, 1447, 1559, 1627, 1693, 1783, 1873, ... (низ A006378 у OEIS)
Октобра 2006. Лук Пибоди (Luke Pebody) је доказао да је највећи познати Мерсенов број  истовремено и колумбијски број. Од 2006 овај број је највећи познати колумбијски прост број.

## Референца
1. ↑  Čekrlija, Boris (2011). Priče o brojevima. Београд: Maтематископ. стр. 84. ISBN 978-86-7076-054-7.
2. ↑  Sándor & Crstici 2004, стр. 384.
3. ↑  Sándor & Crstici 2004, стр. 385.